# Pseudogyrtona stipata
Pseudogyrtona stipata är en fjärilsart som beskrevs av Walker 1863. Pseudogyrtona stipata ingår i släktet Pseudogyrtona och familjen nattflyn. Inga underarter finns listade.